# Holmsjön, Umeå kommun
Holmsjön är en by i Umeå kommun belägen vid Holmsjön några kilometer sydost om Umeå, strax söder om Yttertavle vid länsväg AC 643.